# Nectria wilsoni
Nectria wilsoni är en sjöstjärneart som beskrevs av Shepherd och Hodgkin 1966. Nectria wilsoni ingår i släktet Nectria och familjen ledsjöstjärnor. Inga underarter finns listade i Catalogue of Life.